# Pteragogus flagellifer
Pteragogus flagellifer е вид бодлоперка от семейство Зеленушкови. Видът не е застрашен от изчезване.

## Разпространение и местообитание
Разпространен е в Австралия, Бахрейн, Вануату, Виетнам, Джибути, Египет, Еритрея, Йемен, Израел, Индия, Индонезия, Йордания, Ирак, Иран, Катар, Кения, Кувейт, Мавриций, Мадагаскар, Малайзия, Мозамбик, Нова Каледония, Обединени арабски емирства, Оман, Папуа Нова Гвинея, Саудитска Арабия, Сингапур, Соломонови острови, Сомалия, Судан, Танзания, Филипини, Шри Ланка и Южна Африка.
Обитава морета и рифове. Среща се на дълбочина от 1,8 до 15 m, при температура на водата от 23,6 до 27,2 °C и соленост 35 – 35,5 ‰.

## Описание
На дължина достигат до 15 cm.